# فرانكي أوستين
فرانكي أوستين (بالإنجليزية: Frankie Austin) هو لاعب كرة قاعدة أمريكي، ولد في 22 مايو 1917، وتوفي في 15 يناير 1960.

## وصلات خارجية
- فرانكي أوستين على موقعبيزبول رفرنس.كوم (الدوري الرئيسي) (الإنجليزية)
- فرانكي أوستين على موقعبيزبول رفرنس.كوم (الدوري الثانوي) (الإنجليزية)